# Марко Јуније Брут
Марко Јуније Брут (лат. Marcus Iunius Brutus; 85. п. н. е. — 42. п. н. е.), такође познат и као Квинт Сервилије Кепион Брут (лат. Quintus Servilius Caepio Brutus) је био римски сенатор при крају Римске републике. Наводно је потомак Луција Јунија Брута, који је предводио протеривање краљева из Рима и био конзул прве године републике. На почетку своје каријере, Брут је био припадник оптимата против Првог тријумвирата Гаја Јулија Цезара, Гнеја Помпеја и Марка Краса. На почетку грађанског рата између, стао је на Помпејеву страну, међутим после Цезарове победе код Дирахија и Фарсала 48. п. н. е. предао се Цезару. Заједно са Гајем Касијем Лонгином и Децимом Брутом, био је организатор атентата на Цезара 15. марта 44. п. н. е. После пораза, које су доживеле трупе којима је командовао заједно са Лонгином, код Филипа у Грчкој 42. п. н. е. извршио је самоубиство.

## Биографија
Марко Јуније Брут је рођен 85. п. н. е. Његов отац Марко Јуније Брут старији, римски политичар убијен је 78. п. н. е. по Помпејовом наређењу, јер се умешао у Лепидову побуну, па је одгој поверен Марку Порцију Катону, полубрату његове мајке Сервилије (из породице Сервилија Ахала). Касније га је усвојио мајчин рођак Квинт Сервилије Кепион па је себи, њему у част, Марко Јуније додао имену и презиме Кепион. Сервилија је била и Цезарова љубавница па су се јавила и нека нагађања да му је прави отац управо Цезар, али то није потврђено.
Одгајан у аристократском духу, Брут себе сматра потомком полулегендарног Луција Јунија Брута који је истерао краља Тарквинија Охолог из Рима. Одликовао се строгим начином живота и био је познат као поштовалац и следбеник Платона и стоичара. Ипак, занимање за филозофију, није му сметало да се у младости бави зеленаштвом. Познат је случај зајма кипарском граду Саламини и тражење камате од 48%. Са Кипра се вратио у Рим као богат човек. Оженио се женом по имену Клаудија.

## Политичка каријера
На почетку грађанског рата између Цезара и Помпеја био је на страни Помпеја, али му је након битке код Фарсала 48. п. н. е. Цезар опростио и примио га к себи. Након тога, 46. п. н. е. Брут је постао намесник Цисалпске Галије, а годину дана касније Цезар га је одредио претором за 44. п. н. е. Развео се од Клаудије и поново оженио с Порцијом, кћерком Марка Порција Катона и својом сестричином.

### Цезарово убиство
Отприлике у то време, многи сенатори су почели да се плаше Цезарове нарастајући моћи након његовог именовања за доживотног диктатора. Брута су други сенатори убеђивали да се укључи у заверу против Цезара. На крају се определио за Цезарово убиство због његовог краљевског начина владања. Његова супруга Порција је била једина жена која је знала за заверу.
Завереници су планирали да изврше убиство на Мартовске иде (15. марта) 44. п. н. е. Тог дана Цезар је одложио долазак у Сенат пошто га је његова супруга Калпурнија, покушавала да убеди да не иде. Завереници су се уплашили да је завера откривена. Међутим, Брут је остао упоран и сачека Цезаров долазак у Сенат, наводно чак и пошто му је гласник донео вести које би га натерале да оде. Када се Цезар коначно појавио у сенату, завереници су га напали. Публије Сервилије Каска је наводно први напао Цезара ударцем у раме, који је Цезар одбио. Међутим, након што је видео да је Брут међу завереницима, покрио је своје лице тогом и препустио се својој судбини. Завереници су га нападали у толиком броју да су чак ранили једни друге. Речено је да је Брут био рањен у руку.

### После Цезаровог убиства
После Цезаровог убиства Сенат је усвојио амнестију убица. Амнестију је предложио Цезаров пријатељ и колега у конзулату Марко Антоније. Ипак, незадовољство међу становништвом након Цезаровог убиства, приморао је заверенике да напусте Рим. Брут је отишао на своје имање, затим у Атину и коначно у Македонију, чији је постао намесник.
Године 43. п. н. е., након што је Октавијан од римског сената добио титулу конзула, једна од његових првих акција је била да се људи одговорни за убиство Јулија Цезара прогласе убицама и непријатељима државе. Марко Тулије Цицерон, љут на Октавијана, је написао писмо Бруту у ком је објаснио да су снаге Октавијана и Марка Антонија подељене. Антоније је морао да са својом војском крене у поход у Цисалпинску Галију, чији је желео да постане намесник. Као одговор на тај поход, Октавијан је сакупио своју војску и борио се у низу битака у којима је Антоније поражен. Када је чуо да ни Антоније ни Октавијан немају довољно велику војску да одбране Рим, Брут је скупио своју војску, која је бројала укупно око 17 легија.
Код Аполоније (данашња Валона у Албанији) у Илирији је 43. п. н. е. победио и заробио Гаја Антонија, рођеног брата Марка Антонија, након чега се у Малој Азији придружио Касију. Преко Хелеспонта су се вратили у Европу. Октавијан се, на вест да је Брут кренуо на Рим, помирио са Антонијем. Њихова војска, која је бројала око 19 легија, је кренула у сусрет Бруту и Касију. Две војске су се сукобиле у две битке које ће бити познате као битка код Филипа. Прва битка је вођена 3. октобра 42. п. н. е. у којој је Брут поразио Октавијанову војску, али су Касија победиле Антонијеве трупе. Друга битка је вођена 2. октобра 42. п. н. е. која је завршена Брутовим поразом.
После пораза Брут је побегао у оближња брда са само четири легије. Знајући да ће бити заробљен, Брут је починио самоубиство. Антоније је у знак поштовања, наредио да се Брутово тело умота у Атнонијеву најскупљу пурпурну мантију (која је касније украдена, а Антоније је наредио да се лопов погуби). Брут је кремиран и његов пепео је послат његовој мајци Сервилији. Његова супруга Порција је наводно починила самоубиство након вести супруговој смрти, мада о овоме постоје несугласице; Плутарх наводи да постоји писмо које је наводно написао сам Брут у ком жали начин њене смрти.

## Утицај
- Реченица „Овако увек са тиранима!“ (лат. Sic semper tyrannis!) је приписана Бруту по Цезаровом убиству. Ова реченица је званични мото америчке савезне државе Вирџинија.
- За реченицу „Зар и ти, сине Бруте?“ (лат. Et tu, Brute?) се каже да су биле Цезарове последње речи, иако се извори о Цезаровој смрти не слажу о његовим задњим речима (или да их је уопште рекао).
- Џон Вилкс Бут, убица Абрахама Линколна, је био инспирисан Брутом. Бутов отац Џунијус Брутус Бут је добио име по Бруту, а Бут (у улози Марка Антонија) и његов брат (у улози Брута) су играли Шекспирову трагедију „Јулије Цезар“ у Њујорку 6 месеци пре убиства. У ноћи убиства, Бут је наводно узвикну Sic semper tyrannis!, док је скакао на позорницу Фордовог позоришта. У јадиковању над негативом реакцијом на његово дело, Бут је док је био у бекству у свој дневник написао: „Са свачијом руком против мене, ја сам у очајању. А зашто; зато што сам урадио оно због чега је Брут слављен. А опет, за збацивање највећег тиранина за ког су они икада знали мене сматрају за обичног кољача“. Бут је такође познат и по великом интересовању за самог Цезара, пошто је глумио и Брута и Цезара на бројним сценама.
- У Дантеовом Паклу, Брут је један од тројице људи који највише згрешили да би вечно били осуђени да буду у Сатаниним устима, у самом центру пакла. Друга двојица су Касије и Јуда Искариотски. Данте их је осудио на то јер су били издајице, што је најгори грех.
- Шекспиров комад „Јулије Цезар“ представља Цезарово убиство и потоњи пад убица. У последњој сцени Марко Антоније казује за Брута да је „најплеменитији од свих Римљана“, јер је једини завереник који је радио за добро Рима.